# ایستگاه متروی کالکاجی مندیر
ایستگاه متروی کالکاجی مندیر (به انگلیسی: Kalkaji Mandir metro station) یکی از ایستگاه‌های متروی دهلی است.